# Kárpátia (étterem)

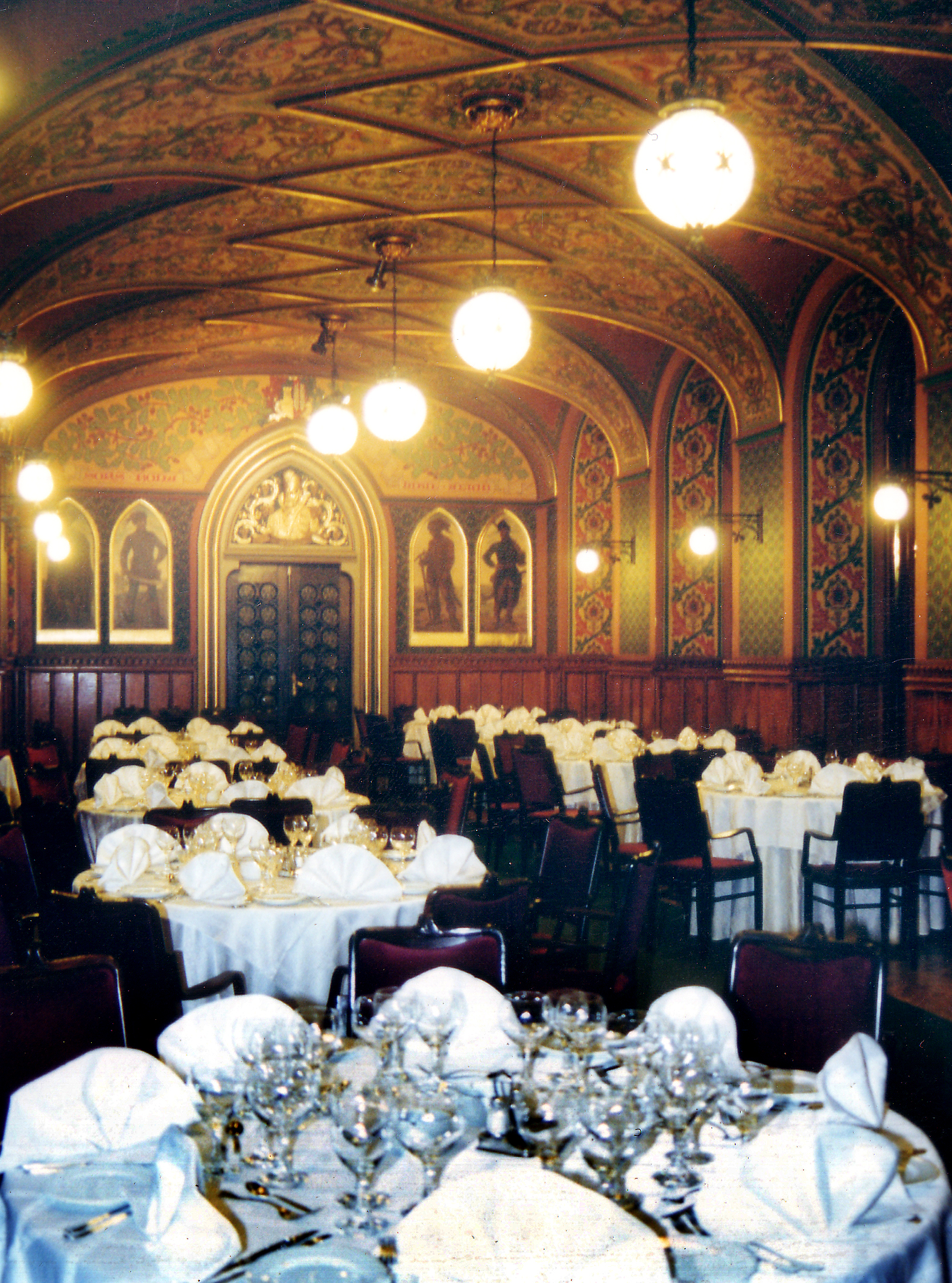
Rózsavölgyi Gyöngyi felvétele

A Kárpátia étterem, mai nevén Kárpátia Étterem és Söröző egy nagy múltú, 6 teremből álló étterem Budapest V. kerületében.

## Története
1876-1877-ben épült fel Budapest belvárosában a ferencesek egykori kolostora helyén a Ferenciek bazárja (V. ker. Ferenciek tere 4 -8.), amelynek terveit Frey Lajos és Kéler Napóleon készítették. Az épület földszintjén étterem céljára Holzwarth György vett bérbe egy helyiséget. Az étterem Csalányi Károly vezetésével hamar népszerűvé vált. Sokszor egészen a Ferencesek templomáig álltak sorba az asztalra várakozók. 1904-től Neusiedler Géza bérelte az éttermet egészen 1916-ban bekövetkezett haláláig, ami után özvegye vette át az üzlet vezetését. 1925-ben a híres vendéglátó dinasztia, a Spolarich család vette meg az éttermet és a kor ismert művészeinek (pl. Pándy Lajos festőművész, Palka József ólomüveg-készítő, Linger Károly bútoros) bevonásával hangulatos termeket alakítottak ki. Az étterem ma is látható, egyedülálló belső tere a magyar gótikát és a török elleni harcokat idézi. Miután a Spolarich család tönkrement, az éttermet 1934-en Károlyi László vette bérbe és ő adta neki a ma is használatos Kárpátia nevet. 
A Kárpátiát 1949-ben államosították. 1957-ben az Országos Idegenforgalmi Szálloda és Étterem Vállalat, majd ennek jogutódja, a HungarHotels lánc része lett. Az étterem berendezését a művelődési miniszter védetté nyilvánította, 1979-ben felújították. A privatizáció után 1997. októberében dr. Niklai Ákos vette meg az éttermet. A koronavírus-járvány miatti korlátozásokig a Kárpátia Étterem és Söröző 6 teremmel üzemelt. Esténként Sárközi Lajos és zenekara játszott. A korlátozások okozta veszteségeket a cég nem tudta kiheverni és 2020. novemberében megkezdték az üzemeltető Kárpátia Étterem Vendéglátóipari és Kereskedelmi Kft. felszámolását.

## Díjai, elismerései
- 1985-ben a legjobb éttermeknek kijáró spanyol elismerésben részesült.